# Norberto Costa Alegre
Norberto José d'Alva Costa Alegre, né en 1951, est un homme politique santoméen. Il est Premier ministre du 16 mai 1992 au 2 juin 1994, membre du Parti de convergence démocratique - Groupe de réflexion. Il est marié à Alda Bandeira.